# Tweede Kamerverkiezingen in het kiesdistrict Assen (1888-1918)

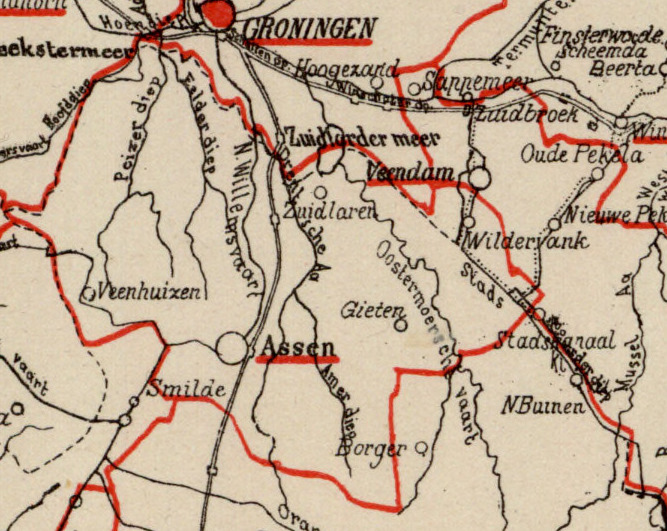
Kiesdistrict Assen (1888)

Tweede Kamerverkiezingen in het kiesdistrict Assen (1888-1918) geeft een overzicht van verkiezingen voor de Nederlandse Tweede Kamer in het kiesdistrict Assen in de periode 1888-1918.
Het kiesdistrict Assen was al ingesteld in 1848. De indeling van het kiesdistrict werd gewijzigd na de grondwetsherziening van 1887; tevens werd het kiesdistrict toen omgezet in een enkelvoudig district. Tot het kiesdistrict behoorden vanaf dat moment de volgende gemeenten: Anloo, Assen, Eelde, Gasselte, Gieten, Norg, Peize, Roden, Rolde, Vries, Wildervank en Zuidlaren.
Het kiesdistrict Assen vaardigde in dit tijdvak per zittingsperiode één lid af naar de Tweede Kamer.
Legenda
- cursief: in de eerste verkiezingsronde geëindigd op de eerste of tweede plaats, en geplaatst voor de tweede ronde;
- vet: gekozen als lid van de Tweede Kamer.

## 6 maart 1888
De verkiezingen werden gehouden na vervroegde ontbinding van de Tweede Kamer.
|                    | 6 maart |
| ------------------ | ------- |
| Kiesgerechtigden   | 2.859   |
| Opkomst            | 1.457   |
| Geldige stemmen    | 1.438   |
| Blanco stemmen     | 13      |
| Kandidaten         |         |
| W.A. van der Feltz | 1.018   |
| D.P.D. Fabius      | 341     |

## 9 juni 1891
De verkiezingen werden gehouden na ontbinding van de Tweede Kamer.
|                    | 9 juni |
| ------------------ | ------ |
| Kiesgerechtigden   | 3.013  |
| Opkomst            | 1.147  |
| Geldige stemmen    | 1.140  |
| Blanco stemmen     | 7      |
| Kandidaten         |        |
| W.A. van der Feltz | 781    |
| D.P.D. Fabius      | 257    |
| W.P.G. Helsdingen  | 77     |

## 10 april 1894
De verkiezingen werden gehouden na ontbinding van de Tweede Kamer.
|                  | 10 april |
| ---------------- | -------- |
| Kiesgerechtigden | 2.889    |
| Opkomst          | 1.388    |
| Geldige stemmen  | 1.379    |
| Blanco stemmen   | 6        |
| Kandidaten       |          |
| J.J. Willinge    | 711      |
| M.W.F. Treub     | 486      |
| J. Doornbos      | 159      |

## 15 juni 1897
De verkiezingen werden gehouden na ontbinding van de Tweede Kamer.
|                  | 15 juni |
| ---------------- | ------- |
| Kiesgerechtigden | 6.310   |
| Opkomst          | 3.839   |
| Geldige stemmen  | 3.813   |
| Blanco stemmen   | 26      |
| Kandidaten       |         |
| J.J. Willinge    | 2.200   |
| H.J. Timmerman   | 1.032   |
| P. van Vliet     | 581     |

## 14 juni 1901
De verkiezingen werden gehouden na ontbinding van de Tweede Kamer.
|                  | 14 juni |
| ---------------- | ------- |
| Kiesgerechtigden | 6.182   |
| Opkomst          | 1.987   |
| Geldige stemmen  | 1.949   |
| Blanco stemmen   | 38      |
| Kandidaten       |         |
| J.J. Willinge    | 1.468   |
| H.J. Timmerman   | 1.032   |
| P. van Vliet     | 481     |

## 4 oktober 1904
Jan Willinge, gekozen bij de verkiezingen van 14 juni 1901, trad op 6 september 1904 af vanwege zijn verkiezing tot lid van de Eerste Kamer. Om in de ontstane vacature te voorzien werd een tussentijdse verkiezing gehouden.
|                  | 4 oktober | 11 oktober |
| ---------------- | --------- | ---------- |
| Kiesgerechtigden | 6.416     | 6.416      |
| Opkomst          | 3.579     | 4.348      |
| Geldige stemmen  | 3.527     | 4,322      |
| Blanco stemmen   | 52        | 26         |
| Kandidaten       |           |            |
| M.W.F. Treub     | 1.654     | 2.521      |
| N.G. Pierson     | 906       | 1.801      |
| H. Bos Kz.       | 670       |            |
| A. van der Heide | 297       |            |

## 16 juni 1905
De verkiezingen werden gehouden na ontbinding van de Tweede Kamer.
|                  | 16 juni |
| ---------------- | ------- |
| Kiesgerechtigden | 6.898   |
| Opkomst          | 4.260   |
| Geldige stemmen  | 4.204   |
| Blanco stemmen   | 56      |
| Kandidaten       |         |
| M.W.F. Treub     | 2.869   |
| H. Bos Kz.       | 1.034   |
| A. van der Heide | 301     |

## 11 juni 1909
De verkiezingen werden gehouden na ontbinding van de Tweede Kamer.
|                                         | 11 juni | 23 juni |
| --------------------------------------- | ------- | ------- |
| Kiesgerechtigden                        | 7.772   | 7.772   |
| Opkomst                                 | 4.427   | 4.844   |
| Geldige stemmen                         | 4.381   | 4.816   |
| Blanco stemmen                          | 60      | 28      |
| Kandidaten                              |         |         |
| M.W.F. Treub                            | 1.892   | 3.343   |
| L.A.S.J. de Milly van Heiden Reinestein | 1.007   | 1.473   |
| H. Bos Kz.                              | 957     |         |
| A. van der Heide                        | 525     |         |

## 17 juni 1913
De verkiezingen werden gehouden na ontbinding van de Tweede Kamer.
|                   | 17 juni |
| ----------------- | ------- |
| Kiesgerechtigden  | 8.912   |
| Opkomst           | 5.930   |
| Geldige stemmen   | 5.819   |
| Blanco stemmen    | 111     |
| Kandidaten        |         |
| C.T. van Deventer | 3.097   |
| A. van der Heide  | 1.672   |
| J.A. de Wilde     | 1.050   |

## 14 oktober 1915
Conrad van Deventer, gekozen bij de verkiezingen van 17 juni 1913, overleed op 27 september 1915. Om in de ontstane vacature te voorzien werd een tussentijdse verkiezing gehouden.
|                  | 14 oktober |
| ---------------- | ---------- |
| Kiesgerechtigden | 9.461      |
| Kandidaten       |            |
| W.O.A. Koster    |            |

Willem Koster was de enige kandidaat; hij werd zonder nadere stemming gekozen verklaard. 

## 15 juni 1917
De verkiezingen werden gehouden na ontbinding van de Tweede Kamer.
|                  | 15 juni |
| ---------------- | ------- |
| Kiesgerechtigden | 10.054  |
| Kandidaten       |         |
| W.O.A. Koster    |         |

De zeven in de vorige Tweede Kamer vertegenwoordigde partijen hadden afgesproken in elkaars kiesdistricten geen tegenkandidaten te stellen. Koster was derhalve de enige kandidaat; hij werd zonder nadere stemming gekozen verklaard.

## Opheffing
De verkiezing van 1917 was de laatste verkiezing voor het kiesdistrict Assen. In 1918 werd voor verkiezingen voor de Tweede Kamer overgegaan op een systeem van evenredige vertegenwoordiging met kandidatenlijsten van politieke partijen.